# Samuel Gottlieb Bürde
Samuel Gottlieb Bürde (Breslau, 7 december 1753 – op een reis in Berlijn, 28 april 1831) was een Duits dichter.

## Biografie
Bürde werd als zoon van een kerkbediende geboren. In Breslau volgde hij het Elisabethgymnasium; de rector van dat gymnasuim attendeerde Bürde op de poëzie. In Halle studeerde hij rechten. In 1776-1778 was hij leraar van een onderwijsinstelling in Breslau. Later reisde Bürde Zwitserland en Italië af. Hij werkte als kamersecretaris in zijn geboortestad. In 1783 werd Samuel Bürde de secretaris van de Poolse Grenscommissie. In 1795 werd hij tot geheimsecretaris van het Silezische ministerie van financiën benoemd en elf jaar later tot kamer- en kanselarijdirecteur. Weer negen jaar later, in 1815, werd hij een koninklijk raadsman.

## Publicaties (selectie)
- Duitse vertaling van Paradise Lost
- Steil und dornig ist der Pfad, der uns zur Vollendung leitet
- Meines Herzens Freude ist nur die, daß ich nie mich von Jesus scheide
- Uns, die Gebundnen, zu befreien, der Unheilbaren Heil zu sein, ist er herabgekommen
- Wann der Herr einst die Gefangnen ihrer Bande ledig macht, o dann schwinden die vergangnen Leiden wie ein Traum der Nacht
- Wenn der Herr einst die Gefangnen (EG 298)
- Erzählung von einer gesellschaftlichen Reise durch einen Theil der Schweiz und des obern Italiens